# Mischocarpus pentapetalus
Mischocarpus pentapetalus là một loài thực vật có hoa trong họ Bồ hòn. Loài này được (Roxb.) Radlk. mô tả khoa học đầu tiên năm 1879.